# 西塔教会

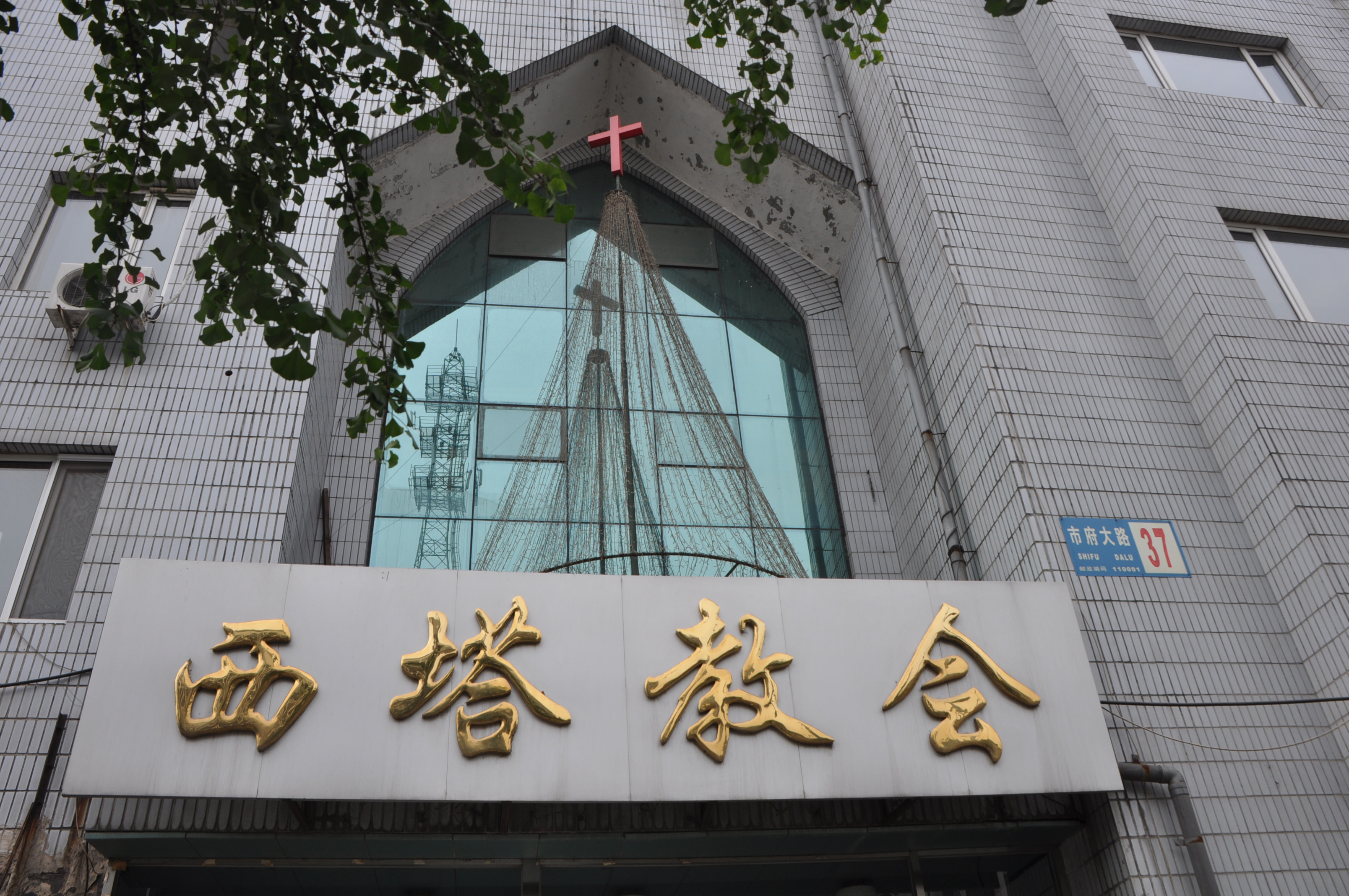
西塔教会

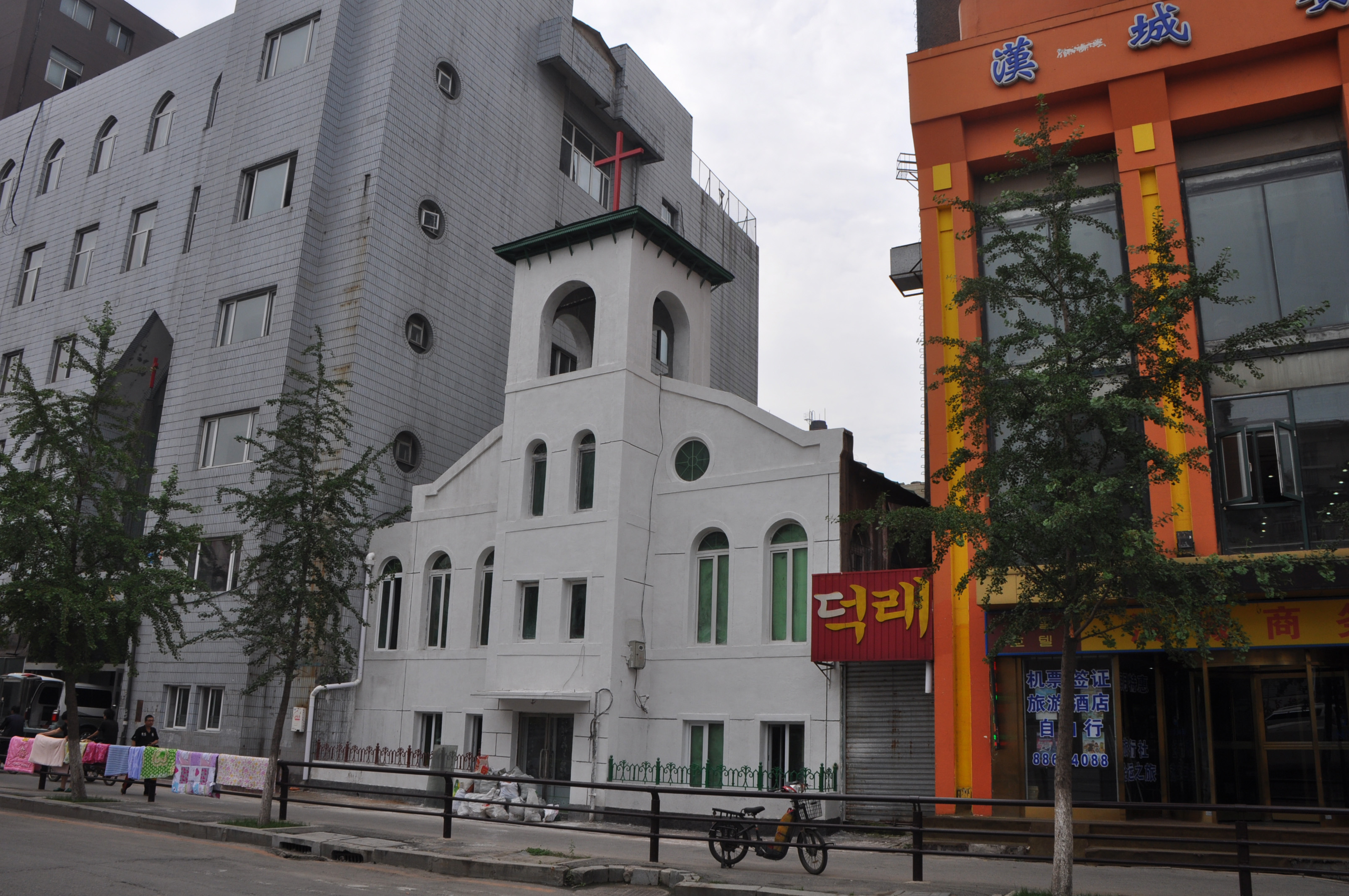
旧西塔教会

西塔教会（朝鲜语：서탑교회）是在中国沈阳市和平区西塔地区的基督教新教朝鲜族教会。

## 历史
- 1913年，朝鲜平安北道义州郡教会的女传道会来奉天。
- 1917年，建立教堂。
- 1948年，朝鲜长老（牧师）回国。
- 1957年，吴爱恩教士负责教会。
- 1966-79年，因文化大革命教会聚会中断。
- 1981年，吴爱恩教士按立为牧师。
- 2003年，西塔教会汉语部成立。

## 教会现状
- 地址：沈阳市和平区市府大路37号
- 信徒数：3，000人